# Calera, Alabama
Calera là một thành phố thuộc quận Shelby, tiểu bang Alabama, Hoa Kỳ. Dân số năm 2009 là 10984 người, mật độ đạt 176 người/km².